# رزیستنس: فال آو من
رزیستنس: فال آو من (به انگلیسی: Resistance: Fall of Man) یک بازی ویدئویی در سبک تیراندازی اول شخص و علمی–تخیلی است که توسط شرکت اینسامنیاک گیمز ساخته شده و به‌وسیلهٔ سونی کامپیوتر انترتینمنت به عنوان بازی زمان عرضه و به‌طور انحصاری برای کنسول پلی‌استیشن ۳ منتشر شده‌است. داستان بازی در تاریخ جایگزین سال ۱۹۵۱ روایت می‌شود و دربارهٔ گروهبان ناتان هیل است که همراه با نیروهای مقاوت انسانی سعی در بیرون راندن بیگانه‌های فضایی از بریتانیای کبیر را دارند. رزیستنس: فال آو من اولین قسمت از مجموعه بازی‌های رزیستنس به حساب می‌آید و همچنین اولین بازی شرکت اینسومنیاک به‌شمار می‌رود که در رده‌بندی سنی، درجهٔ «M» را از ای‌اس‌آربی دریافت نمود.
رزیستنس: فال آو من به عنوان بازی زمان عرضه کنسول پلی‌استیشن ۳، در ۱۱ نوامبر ۲۰۰۶ در ژاپن، ۱۳ نوامبر ۲۰۰۶ در ایالات متحده و ۲۳ مارس ۲۰۰۷ در اروپا منتشر شد. دنباله‌هایی برای این بازی با عناوین رزیستنس ۲ و رزیستنس ۳ در سال‌های ۲۰۰۸ و ۲۰۱۱ به بازار عرضه شدند و هر سه نسخه سرورهای آنلاین خود را در تاریخ ۲۸ مارس ۲۰۱۴ تعطیل کردند.